# Palmar de las Islas
Palmar de las Islas y Salinas de San José is een uitgestrekte regio in Bolivia.
Het gebied bestaat voor een deel uit laagland bedekt met een open vegetatie palmbomen, en voor het andere deel uit hooglanden en bergen met kleine riviertjes en meertjes.